# Elisa Tovati
Elisa Tovati, pseudonimo di Elisa Touati (Parigi, 23 marzo 1976), è una cantante e attrice francese.

## Biografia
Elisa Tovati ha debuttato nello spettacolo all'età di 17 anni, recitando in un film di Bigas Luna, Uova d'oro. Successivamente ha alternato la carriera cinematografica a quella musicale.
Nel 2006 è entrata per la prima volta nella classifica francese degli album con il suo secondo album, Je ne mâche pas les mots, alla 53ª posizione. È stato seguito da Le syndrome de Peter Pan e Cabin 23, arrivati rispettivamente alla numero 45 e 69. Il nous faut, collaborazione con Tom Dice, si è piazzato in vetta alle classifiche belghe, alla 6ª posizione in Francia, alla 36ª in Svizzera e alla 76ª nei Paesi Bassi ed è stato certificato disco d'oro in Belgio.

## Filmografia

### Cinema
- Uova d'oro, regia di Juan José Bigas Luna (1993)
- Soleil, regia di Roger Hanin (1997)
- La Vérité si je mens ! 2, regia di Thomas Gilou (2001)
- Sexes très opposés, regia di Éric Assous (2002)
- Zone libre, regia di Zone libre (2006)
- 99 francs, regia di Jan Kounen (2007)
- La Jeune Fille et les Loups, regia di Gilles Legrand (2007)
- Cyprien, regia di David Charhon (2009)
- Per sfortuna che ci sei, regia di Nicolas Cuche (2011)
- La Vérité si je mens ! 3, regia di Thomas Gilou (2012)
- Tu honoreras ta mère et ta mère, regia di Brigitte Roüan (2013)

### Televisione
- Primi baci – serie TV (1993)
- Affreux, bêtes et très méchants – serie TV (1994)
- Extrême limite – serie TV (1995)
- Nestor Burma – serie TV (1995)
- Commissario Navarro – serie TV (1995, 1997)
- Highlander – serie TV (1997)
- Au cœur de la loi – serie TV (1998)
- Génération start-up – serie TV (2002)
- Paul Sauvage – serie TV (2003)
- Nerone – miniserie TV (2004)
- Fabien Cosma – serie TV (2005)
- 3 Mariages et 1 coup de foudre – serie TV (2014)
- Nos chers voisins – serie TV (2015)
- Munch – serie TV (2019)

## Discografia

### Album
- 2002 - Ange Étrange
- 2006 - Je ne mâche pas les mots
- 2011  - Le syndrome de Peter Pan
- 2014 - Cabin 23

### Singoli
- 2002 - Moi, je t'aime pour rien
- 2006 - Débile menthol
- 2011 - Il nous faut (con Tom Dice)
- 2012 - Tous les chemins